# Tommaso Antici
Tommaso Antici (Recanati, 10 de maio de 1731 – 4 de janeiro de 1812) foi um ex-cardeal italiano da Igreja Católica, que serviu como prefeito da Sagrada Congregação do Concílio.

## Biografia
Nascido em 10 de maio de 1731, em Recanati, de família aristocrática que mais tarde se fundiu com a família romana Mattei, era o mais velho dos nove filhos de Giuseppe Rinaldo Antici, marquês de Recanati, e Antonia Cipriani.
O certo é que ele, como a maioria dos homens da Igreja do século XVIII, de religioso tinha apenas o hábito: vivia numa Roma povoada de intrigas e intrigantes diplomatas, religiosos ou leigos, e era mestre nessa arte, manobrando habilmente num ambiente quase inteiramente hostil. Onde, como simples auditor e discípulo do Cardeal Rossi, tornou-se ministro de vários soberanos: a partir de 1765 - graças ao interesse desse mesmo cardeal e de uma nobre romana, Livia Altieri - foi um enviado muito hábil e muito fiel dos interesses de Estanislau II Augusto na Polônia; cargo este ao qual foi acrescentado, posteriormente (1773), o de agente do eleitor do Palatinado e da Baviera.
A situação da disputada Polônia naquela época era variada e instável, e as condições do clero eram cada vez mais problemáticas, sobre as quais os interesses político-religiosos da Rússia, por um lado, e da Igreja de Roma, por outro, entravam em conflito. E Antici interveio de forma mais ou menos direta, abordando nomeadamente a questão das condições do clero, não sem antes ter apoiado a destituição do núncio apostólico em Varsóvia, Dom Durini, por incapacidade política, espalhando rumores sobre a sua participação na tentativa de assassinato contra Estanislau II. Mas as boas relações que existiam entre ele e o núncio Giuseppe Garampi não permaneceu assim quando foi sucedido por Archetti, com quem teve que tratar sobretudo na complexa questão dos jesuítas.
Na verdade, desde então, em 1769, agora durante o pontificado do Papa Clemente XIII, as pressões dos Bourbon foram feitas para a supressão da Companhia, ele havia declarado que estava pronto a apoiar a proposta francesa de abolição da Companhia de Jesus, atitude que não foi bem aceita nem pelo próprio papa, como era natural, nem pelo embaixador francês em Roma, o cardeal de Bernis, que lhe era hostil, juntamente com outro poderoso prelado, o cardeal Boncompagni. Mas, uma vez suprimida a Companhia em 1773 e surgido o importante e delicado problema do noviciado, da ordenação e de toda a atividade jesuíta em geral, foi precisamente ele, sempre ansioso por cuidar dos interesses poloneses, que entrou em relação com o ministro russo na Polónia, Conde Stakelberg, tenaz defensor do apoio dado por Catarina II ao bispo de Varsóvia. Ele tentou ganhar o favor dela revelando-lhe a aprovação de Pio VI à atitude da czarina para com os jesuítas fugitivos.
No complexo jogo político-diplomático daqueles anos, porém, a sua posição, preocupado sobretudo em se inserir nos diversos acontecimentos que lhe pudessem preocupar, foi oscilante: entre 1779 e 1780 tentou, sempre em nome do rei da Polônia, interpor a própria mediação nas negociações em curso entre Moscou e Madrid, a fim de alcançar, na Rússia, uma eliminação total da Companhia de Jesus: hábil e ao mesmo tempo audacioso foi o seu projeto que foi submetido, para esse efeito, à aprovação de Estanislau Augusto. Previa a supressão completa dos Jesuítas na Rússia Branca e o estabelecimento, com a sua colaboração, de um tipo de escola semelhante às escolas seculares que já tinham surgido na Silésia. Tentativa que fracassou devido à forte oposição do Conde de Floridablanca, embaixador espanhol em Roma.
Não menos importantes e delicados foram os demais problemas que ele foi capaz de lidar, como com as negociações sobre o clero cismático da Polônia, sobre os bispos da Rutena e da Posnânia; tais eram as questões relativas à posição do Metropolita da Rússia, ligadas às difíceis relações com o clero cismático, e aquelas - às quais estavam ligados os interesses mais próximos da Polónia e da Cúria - das concessões beneficiárias; tal, finalmente, a atitude do clero polaco na Confederação de Bar, que ele não hesitou em desaprovar e obstruir. Torna-se Abade comendatário da abadia cisterciense de Paradies, perto de Meseritz, em 1784.
Embora nomeado cardeal-presbítero no consistório de 30 de março de 1789 apenas sob pressão de Estanislau Augusto, do eleitor palatino e do próprio Frederico II, que conseguiu superar a relutância de Pio VI, ele mostrou pouca inclinação para aceitar e assumir as posições da Cúria. Prova disso é o fato de ter apoiado, em 1790, a decisão unilateral da Dieta de Varsóvia de elaborar um plano para uma nova e mais equitativa divisão das dioceses do reino e, tendo-o defendido ao papa, em 1792, para Scipione Piattoli, abade florentino na Polônia, que havia sido violentamente atacado pela Cúria por ter apoiado a independência do poder civil em relação ao poder eclesiástico.
Recebeu o chapéu vermelho em 2 de abril de 1789 e o título de Santa Maria em Trastevere em 3 de agosto seguinte. Recebeu o subdiaconato em 31 de janeiro de 1790 e o diaconato em 2 de fevereiro do mesmo ano.
Mas, apesar das divergências, o próprio Pio VI teve mais uma prova da sua capacidade quando, como agente da Baviera na Cúria e encarregado de negócios do arcebispo de Colónia, Antici apoiou plenamente o projeto de uma nunciatura em Mônaco, o que teria levado a um fortalecimento da posição diplomática do eleitor. E de fato, depois dos primeiros passos bastante favoráveis, ele foi capaz de negociar o acordo com tanta energia que o pontífice foi finalmente forçado a ceder. E da estima, a despeito dele, deste último, a prova foi, em 25 de setembro de 1795, a sua nomeação como prefeito da Sagrada Congregação do Concílio.
Quando, no início de 1797, enquanto Napoleão Bonaparte se movia contra os Estados Pontifícios, em Roma se via claramente como qualquer esperança de apoio ou defesa por parte de Viena ou Nápoles eram completamentes vãs, foi que Antici - tendo ou não uma visão clara da situação da época - apoiou e conseguiu fazer prevalecer o partido da paz com o general nas congregações cada vez mais frequentes, contra o da guerra até ao fim, defendido pelo cardeal Alessandro Albani. E quando, então, as tropas francesas ocuparam Roma, ele não hesitou, no colapso político do Estado papal, em abandonar o hábito de cardeal. A sua renúncia, juntamente com a do cardeal Altieri – os dois únicos exemplos deste tipo no ambiente da Cúria – teve grande ressonância. Embora não seja claro se a razão determinante para isso foi o medo das represálias francesas, ou, como disseram os seus contemporâneos, a ambição de altas honras na jovem república, é certo que a sua atitude não foi ditada, como em outros clérigos por exemplo, a partir de um contraste mais profundo, no campo disciplinar ou doutrinário. Oficialmente, renunciou ao cardinalato em 7 de março de 1798 por idade, doença crônica e o desejo de uma velhice tranquila; a renúncia foi aceita pelo papa em 7 de setembro de 1798.
Morreu na sua cidade natal em 4 de janeiro de 1812 e foi sepultado na catedral de San Flaviano in Recanati.